# Center 400
Center 400 je bil obveščevalni center Nacionalnega komiteja Kraljevine Jugoslavije, ki je deloval v Gradcu.
Vodja centra je bil Jože Zajc. 